# 志賀綜合食料品店
株式会社志賀綜合食料品店（しがそうごうしょくりょうひんてん）は、北海道の室蘭市と登別市、苫小牧市でスーパーマーケットを展開していた企業である。2011年7月5日に全店舗を閉店、そのうち一部店舗を生活協同組合コープさっぽろへ譲渡した。
キャッチコピーは「バス賃かけてもおつりの来る店」。

## 概要
志賀敬が1950年（昭和25年）4月に室蘭市輪西町で「志賀綜合食料品店」として総菜店を開業したのが始まりである。1969年（昭和44年）に株式会社に改組した。総菜店として創業したことから「手作りの総菜」などに強みを持ち、スーパーマーケットでありながら対面販売部分を残すなど独自の運営形態で営業していた。地元では丸井今井室蘭店（2010年閉店）、桐屋（のちの室蘭ファミリーデパート、現・イオン室蘭店）と共に“さん”付けされ、「志賀さん」と親しまれていた。
最盛期の2005年（平成17年）には室蘭市と登別市、苫小牧市に計9店舗を展開し、売上高約118億円を上げ、2006年（平成18年）2月に函館のスーパー魚長から運営ノウハウを受けた新業態「FOOD!100」を導入した。しかし、景気低迷や少子高齢化に伴う人口減少が進んでいるところに大手流通企業が進出してきたことで売上が伸び悩んで業績が悪化。
2008年（平成20年）11月に苫小牧市内1店の営業権を「生活協同組合コープさっぽろ」へ譲渡したころから同組合との関係が強まり、2009年（平成21年）1月30日には「生活協同組合コープさっぽろ」と資本・業務提携を締結して再建に取り組むことになった。この資本・業務提携に伴って子会社「シーズ協同不動産」を通じて発行済み株式35%を取得して筆頭株主となると共に非常勤取締役1人の派遣や卸業者紹介を含めた仕入れ面で支援などを「生活協同組合コープさっぽろ」から受けることになった。
ところが、2010年（平成22年）5月27日に当時の社長だった志賀辰哉が急性心不全で死去し、それに伴う社長交代時に会見で「財務的瑕疵（かし）がある」との表現で多額の粉飾決算が表面化した。そのため、更なる支援による再建は困難として2011年（平成23年）6月に「生活協同組合コープさっぽろ」が当社としての事業継続を断念して特別清算を行う方針を固め、2011年（平成23年）7月5日に全店舗を閉店して営業を事実上休止して61年間の歴史に終止符を打った。2010年（平成22年）で時点で約8.9億円の債務超過に陥っており、2011年（平成23年）6月の時点での負債総額は約17.74億円だった。
なお、「生活協同組合コープさっぽろ」が事業を継承した後も当社の「大皿に盛った手作りの総菜の量り売り」などの製造・販売の伝統は残っており、「コープさっぽろ しが駅前店」の総菜売り上げが「生活協同組合コープさっぽろ」全109店のトップ3に入り、手本として同社の他の店舗にそのノウハウが水平展開されている。
2023年6月5日、室蘭市輪西町の商業施設ぷらっと・てついちに総菜屋のマルソウしがオープンした。運営するのは、同施設内のラーメン鉄平店長で、しが創業者の孫である志賀康生。祖父の天ぷらの味を再現し祖父が商売人としての一歩を踏み出した輪西で、新しい商売の形でまちの活性化に貢献したいと展望している。なお「ぷらっと・てついち」は、かつて志賀綜合食料品店の輪西店が営業していた施設でもある（後述）。

## 沿革
- 1950年（昭和25年）4月 - 室蘭市輪西町で志賀綜合食料品店開店[3]。
- 1969年（昭和44年） - 株式会社に改組[3]。
- 1975年（昭和50年）12月 - 「綜合食品のしがイースト店」が登別市美園町に開店。
- 1991年（平成3年）7月 - 「スーパーバルス」日新店が苫小牧市に開店。
- 1994年（平成6年）2月 - 「綜合食品のしがハック店」が室蘭市白鳥台に開店。
- 2000年（平成12年）10月12日 - 「綜合食品のしが桜木店」が登別市に開店。
- 2004年（平成16年）4月 - 「綜合食品のしが室蘭驛前店」が室蘭市入江町に開店。
- 2006年（平成18年）2月 - 新業態「FOOD!100」を導入[10]。
- 2008年（平成20年）11月 - 苫小牧市内1店の営業権を「生活協同組合コープさっぽろ」へ譲渡[10]。
- 2009年（平成21年）
  - 1月14日 -　「FOOD!100ときわ店」(苫小牧市)を閉店[12]。
  - 1月30日 - 生活協同組合コープさっぽろと資本・業務提携[2]。
  - 2月 - コープさっぽろときわ店が「FOOD!100ときわ店」跡に開店[12]。
  - 4月14日 -「綜合食品のしが桜木店」閉店(現)コープさっぽろのぼりべつ桜木店。
- 2010年（平成22年）
  - 5月27日 - 2代目社長である志賀辰哉が急性心不全のため58歳で死去[6]。
  - 8月29日 -　「FOOD!100若草店」(登別市)閉店。
  - 9月12日 -　「スーパーバルス日新店」閉店[13]。
- 2011年（平成23年） 
  - 3月20日 - 特別清算申請。負債額は約14億円。
  - 4月4日 - 特別清算の開始が決定。
  - 7月5日 - 輪西、イースト、ハック、室蘭驛前店を閉店[7]。
  - 7月8日 - 業務提携先である「生活協同組合コープさっぽろ」が輪西、イースト、室蘭驛前店の3店舗を継承して開店[7]。

## 店舗

### 綜合食品のしが
- 輪西店（室蘭市輪西町）

「ぷらっと・てついち」内で営業していた。
コープさっぽろが継承して2011年（平成23年）7月8日に「コープさっぽろ しが輪西店」が開店したが、同じ町内にあるスーパー「ホームストア輪西店」や東町のショッピングセンターなどとの競争が激化して不採算店となったことから、「コープさっぽろしが輪西店」が2012年（平成24年）8月20日に閉店となった。
後継店舗として、ラルズが2012年（平成24年）10月25日に上述の「ホームストア輪西店」を移転する形で開店した。
- 室蘭驛前店（室蘭市中央町[3]4丁目1-1、JR室蘭駅前）

コープさっぽろが継承して2011年（平成23年）7月8日に「コープさっぽろ しが駅前店」が開店した。
「コープさっぽろ しが駅前店」となった後も旧志賀の伝統の一部が残っており、総菜売り上げがコープさっぽろ全109店のトップ3に入っていたことから、手本としてそのノウハウが水平展開されている。
- ハック店（室蘭市白鳥台[3]）

白鳥台ショッピングセンター・ハック内に出店していた室蘭・白鳥台地区唯一の食品スーパーであったが、2011年（平成23年）7月5日に閉店した。店舗面積は約1,000m2。
後継店舗として「スーパーくまがいハック店」が2011年（平成23年）9月1日に開店した。しかしこれも2018年12月に閉店、のちの2019年8月 - 9月にかけて鮮魚店「ハイ・フィッシュ みなしん」・青果店「ハイ・ベジタブル たかた」やホームセンターの「ホーマックニコット」（現・DCMニコット）が営業を開始した。
- 高砂店（室蘭市）
- イースト店（登別市美園町1丁目8-1、道南バス「上鷲別入口」停留所下車）

土地・建物を日本企業観光が所有している「イーストショップ」の核店舗として出店していた。
コープさっぽろが継承して2011年（平成23年）7月8日に「コープさっぽろ しがイースト店」が開店した。
「イーストショップ」の建物の老朽化に伴う耐震強化を目的にした建て替えにより2014年（平成26年）4月20日に一時閉店となった。同年5月29日より隣接地に仮設店舗を開店。同年11月21日より建て替えられた店舗で営業を開始した。店舗面積は約650坪（約2,100m2）。
- 桜木店（登別市桜木町2丁目22-3）

コープさっぽろが継承して2009年（平成21年）5月1日に「コープさっぽろ のぼりべつ桜木店」が開店。店舗面積は約1,540m2。

### スーパーバルス
- 日新店（苫小牧市日新町[13]）

日軽北海道（日本軽金属グループ）が所有する建物へ出店していたが、2010年（平成22年）9月12日に閉店。
「生活協同組合コープさっぽろ」が継承を目指して所有者と協議したが実現せず、後継店舗として「豊月」が出店を表明、「フードDビアン店」として同年11月9日に開業した。しかしこれも2020年8月31日をもって閉店した。
跡地には、建物を新築のうえで2022年10月13日にケーズデンキ苫小牧西店（デンコードー運営）が開店した。

### FOOD!100（フード100）
2006年（平成18年）2月に導入した新業態で既存3店舗を業態転換して出店した。
- 中島店（室蘭市、元「綜合食品のしが」、2009年5月7日閉店）
  - 跡地には2009年6月18日にツルハドラッグ室蘭中島北店が開業したものの、2022年5月31日に建て替えのため一時閉店。2022年12月1日に同所で再開業した。
- 若草店（登別市若草町[3]、元綜合食品のしが）
  - 跡地には2012年12月に、三星登別若草店[29]とドコモショップ登別店[30]が開店した。
- ときわ店（苫小牧市ときわ町、元「スーパーバルス」、2009年1月14日閉店[12]）
  - 1997年5月30日にスーパーバルスときわ店として開店[31]。2006年（平成18年）5月に改装して「FOOD!100」の3号店として開店した[10]。店舗面積は約1,000m2[10]。
  - 「生活協同組合コープさっぽろ」が継承し[2]2009年（平成21年）2月に開店[12]。 2024年10月6日閉店[32][33]。
  - 2025年2月28日、跡地にサンドラッグ苫小牧ときわ店が開店[34]。